# Zernyia nelvai
Zernyia nelvai är en fjärilsart som beskrevs av Louis Beethoven Prout 1929. Zernyia nelvai ingår i släktet Zernyia och familjen mätare. Inga underarter finns listade i Catalogue of Life.